# Febiofest
Mezinárodní filmový festival Praha neboli Febiofest byl jeden z největších českých filmových festivalů; druhý nejprestižnější filmový festival v zemi po MFF Karlovy Vary, který se konal v letech 1993 – 2022. Ve svých počátcích chtěla společnost Febio festivalem podpořit a poskytnout pracovní příležitosti českým filmařům v obtížném období přechodu od komunismu k demokracii a tržnímu hospodářství. Festival se rozrostl a původní cíl přesáhl a začal zahrnovat filmy z jiných zemí a zaměřovat se na klíčové tvůrce, kteří posouvali hranice filmového média. Febiofest se zaměřoval na hranou tvorbu, převážně na celovečerní filmy. Pořádal jej Febiofest s.r.o. a prezidentem akce byl Fero Fenič. V roce 2012 festival prodal, odešel ze všech výkonných funkcí a zůstal čestným prezidentem festivalu. Nový majitel se po covidové době dostal do velkých finančních problémů. Poslední 29. ročník festivalu se konal v roce 2022.

## Historie
Mezinárodní filmový festival Praha – FEBIOFEST byl založen roku 1993 nezávislou filmovou a televizní společností Febio, původně pod názvem Mezinárodní přehlídka nezávislého filmu, televize a videa. Vůdčími osobnostmi Febiofestu byli v počátcích Fero Fenič a Pavel Melounek. Původně se festival konal pouze v jednosálovém kině Euroklubu, v roce 1994 už se ale konal i na Slovensku, po skončení pražské části pokračoval formou tzv. regionálních ozvěn v dalších městech a nabízel tak možnost zhlédnout vybrané filmy i divákům mimo hlavní město. Do ročníku 2008 návštěvnost vzrostla na 140 000 návštěvníků ve 2 zemích (Česká republika a Slovensko), 12 měst a 43 kinosálů. V roce 2005 festival promítal rekordních 336 filmů z 65 zemí.
Od čtvrtého (1997) do osmého ročníku (2001) na Febiofestu startoval Projekt 100. Od roku 2005 se festival konal v pražském multiplexu Cinestar Anděl. Roku 2020 oznámilo vedení festivalu přesun konání do Cinema City Slovanský dům.
Kvůli úbytku sil a zdravotním problémům se Fenič rozhodl omezit činnost svého filmového a televizního studia Febio a festivalu se vzdát. Po témeř dvouletém hledání prodal v roce 2012 nezadluženou a úspěšnou společnost Febiofest za úřední odhad společnosti Erbia Holding, která byla jediným zájemcem, a stal se čestným prezidentem festivalu. Erbia jmenovala ředitelem festivalu Kamila Spáčila, bývalého výrobního ředitele TV Barrandov, Novy a Primy. Asi po třech letech společnost festival Spáčilovi prodala. Kvůli špatnému hospodaření narůstaly dluhy a nový majitel se po covidové době dostal do velkých finančních problémů. Pražský Febiofest se tak naposledy konal v roce 2022 (29. ročník od 28. dubna do 4. května). Jeho zakladatel Fero Fenič odstoupil z funkce čestného prezidenta festivalu, získal zpět ochrannou známku Febiofest a Mezinárodní filmový festival Praha – Febiofest a podal insolvenční návrh na společnost Mezinárodní filmový festival Praha provozující festival. Oznámil také, že 30. ročník plánovaný na duben 2023 byl zrušen.

### Mezinárodní filmový festival Febiofest Bratislava
V roce 1994 se poprvé konala slovenská část festivalu v Bratislavě. V roce 2014 (21. ročník) se Bratislava organizačně oddělila a dostala vlastní tým a dramaturgii. Febiofest Bratislava funguje samostatně pod oficiálním názvem Medzinárodný filmový festival Febiofest Bratislava. Má podporu Slovenského filmového ústavu, Ministerstva kultury SR a města Bratislava. V roce 2025 proběhl 32. ročník festivalu.

## Hosté
Během prvních dvaceti let existence uvedli své filmy na festivalu jako hosté například Nanni Moretti, Geraldine Chaplin, Peter Weir, Olivier Assayas, Richard Lester, Roman Polanski, Volker Schlöndorff, Bruno Dumont, István Szabó, Tsai Ming-Liang, Tom Tykwer, Hal Hartley, Andrej Končalovskij, Armin Mueller-Stahl, Nikita Michalkov, Carlos Saura, Bruno Ganz nebo Claudia Cardinale.

## Ceny
Grand Prix festivalu náležela nejlepšímu filmu ze soutěžní sekce Nová Evropa. Udělovala se od 15. ročníku (rok 2008) a rozhodovala o ní 33členná festivalová porota, sestavená z předem přihlášených diváků festivalu; ti se o členství ucházeli na webových stránkách Febiofestu. Porotu doplňoval čestný předseda. V rozmezí let 2008–2013 to byli olympijská vítězka Věra Čáslavská, kameraman Miroslav Ondříček, architekt Jan Kaplický, výtvarník David Černý, dirigent Libor Pešek a bývalá první dáma Dagmar Havlová.
Přehled Grand Prix MFF Praha – Febiofest:
- 2008 – Magnus (r. Kadri Kõusaar)
- 2009 – Sníh (r. Aida Begić)
- 2010 – Děti z Diyarbakiru (r. Miraz Bezar)
- 2011 – Křtiny (r. Marcin Wrona)
- 2012 – Hodný syn (r. Zaida Begroth)
- 2013 – Rozbitý svět (r. Rufus Norris)
- 2014 – Domov (r. Maximilian Hult)

(…)
- 2021 – Charter (r. Amanda Kernell)

Kristián za přínos světové kinematografii byl určen nejvýznamnějším hostům festivalu; v letech 2000–2013 to byli Roman Polanski, Richard Lester, Claudia Cardinale, Carlos Saura, Hanna Schygulla, Helmut Berger, Nikita Michalkov, Daniel Olbrychski, Otar Ioseliani, Wim Wenders, Mike Leigh.
V období 1994–2011 uděloval festival také výroční Cenu české filmové kritiky Kristián; byla udělována v kategoriích hraný film, dokumentární film a animovaný film. Udílenou cenu vytvořil sochař Olbram Zoubek.